# Wahlen 1947
◄◄ | ◄ | 1943 | 1944 | 1945 | 1946 | Wahlen 1947 | 1948 | 1949 | 1950 | 1951 | ► | ►►

Weitere Ereignisse
Folgende Wahlen fanden im Jahr 1947 statt:

## Afrika
- Parlamentswahlen in Britisch-Gambia 1947
- Wahlen zum Generalrat in Niger 1946/1947

## Amerika
- Brasilien: Parlamentswahl
- Guatemala: Parlamentswahl
- Nicaragua: 
  - Wahl einer verfassunggebenden Versammlung
  - Parlamentswahl
  - Präsidentschaftswahl

## Asien
- Am 20. April die Sangiin-Wahl 1947 in Japan
- Am 25. April die Shūgiin-Wahl 1947 in Japan
- Gouverneurswahlen in Japan 1947
- Im April Einheitliche Regionalwahlen in Japan 1947
- Vom 23. August bis 20. September die Parlamentswahl in Ceylon 1947
- Am 11. November die Senats- und Kommunalwahlen in den Philippinen 1947
- Parlamentswahl in Syrien 1947

## Europa

### Deutschland
- Am 20. April 
  - die Landtagswahl in Niedersachsen 1947
  - die Landtagswahl in Nordrhein-Westfalen 1947
  - die Landtagswahl in Schleswig-Holstein 1947
- Am 18. Mai 
  - die Landtagswahl in Rheinland-Pfalz 1947
  - die Landtagswahl in Württemberg-Hohenzollern
  - die Landtagswahl in Baden

- Am 5. Oktober die Landtagswahl im Saarland 1947
- Am 12. Oktober die Bürgerschaftswahl in Bremen 1947

### Sonstiges Europa
- Am 16. Januar die Wahl des französischen Staatspräsidenten 1947
- Am 19. Januar die Sejmwahl in Polen
- Am 5. Februar die Präsidentschaftswahl in Polen 1947
- Am 31. August die Parlamentswahl in Ungarn
- Am 19. und 26. Oktober die Gemeinderatswahlen in Frankreich 1947
- Am 28. Oktober die Wahl zum Folketing in Dänemark 1947
- Am 11. Dezember 1947 die Bundesratswahl 1947 in der Schweiz